# フランツ1世 (神聖ローマ皇帝)
フランツ1世（ドイツ語: Franz I., 1708年12月8日 - 1765年8月18日）はオーストリア女大公（「女帝」）マリア・テレジアの夫で、神聖ローマ皇帝（在位：1745年 - 1765年）。全名は、フランツ・シュテファン・フォン・ロートリンゲン（ドイツ語：Franz Stephan von Lothringen）。ロレーヌ公としてはフランツ3世（在位：1729年 - 1737年）、トスカーナ大公としてはフランチェスコ2世（Francesco II　在位：1737年 - 1765年）。
マリア・テレジアとの婚姻により帝位を継承するが、家領のロレーヌ公国はフランスへ譲らなければならなかった。2人の間にはヨーゼフ2世、レオポルト2世、マリー・アントワネットなど16人（男子5人、女子11人）の子が生まれた。ルイ13世は曽祖父、アンリ4世は高祖父、フランツ・ヨーゼフ1世は玄孫、オットー・フォン・ハプスブルクは仍孫、カール・ハプスブルク＝ロートリンゲンは雲孫である。

## 生涯

### 生い立ち
ロレーヌ公レオポルト・ヨーゼフの次男として生まれた。母はルイ14世の弟オルレアン公フィリップの娘エリーザベト・シャルロッテである。兄のレオポルト・クレメンスが夭折したため後継者となった。父方の曾祖父に神聖ローマ皇帝フェルディナント3世がいて、マリア・テレジアとは又従兄妹の関係であった。
陽気で親しみやすい性格で、マリア・テレジアの父 カール6世からも大変に気に入られていたという。1723年8月初めにマリア・テレジアとの婚約が決まり、オーストリアへ赴いた。
フランツは自然科学には大変な興味を持ち、後には独学で相当なレベルにまで達したが、興味のない読解、作文、ラテン語といった科目は、あまり積極的に勉強しようとはしなかったという。
1729年、父の死によりロレーヌ公位を継いだ。
1731年11月18日、王立協会フェローに選出された。

### マリア・テレジアとの結婚とロレーヌの放棄
1736年2月12日にフランツとマリア・テレジアは結婚した。当時の王室としては異例の恋愛結婚で、フランツは名門ハプスブルク家と結びつくことになった（2人の子供の代からはハプスブルク＝ロートリンゲン家となる）。しかしそのために周辺諸国からは反発され、故国のロレーヌ公国をフランスへ譲った。ロレーヌはフランス国王 ルイ15世の王妃の父である前ポーランド国王 スタニスワフ・レシチニスキが1代限りの君主として余生を過ごした後、フランス王国に併合される。一方、フランツはメディチ家が断絶して空位となったトスカーナ大公国を継承した。フランツは父方と母方の双方から、メディチ家の大公フランチェスコ1世の血を引いていた。
フランツはロレーヌの譲渡に関する合意書に署名する際、怒りと絶望のあまり3度もペンを投げ捨て、震える手でようやく署名したという。また、母エリザベート・シャルロットからはその譲渡を激しく非難された。
その後もフランツは生涯に何度も屈辱を味わわされることとなった。宮廷のしきたりに従って、夜に劇場を訪れる時には2列目という格下の席に甘んじなければならなかった。また、オーストリアの宮廷人たちはフランツをマリア・テレジアの添え物に過ぎないと見ており、「殿下」の敬称を付けないなど、ちょっとした嫌がらせは日常茶飯事だったという。
このような態度は宮廷にとどまらず、ウィーン市民からもフランツは厄介者の外国人呼ばわりされていた。1738年10月6日、第1子に続いて第2子も女子のマリア・アンナが生まれたと知ると、宮廷人も民衆もこぞってフランツのせいにした。

### オーストリア継承戦争
1740年にカール6世が没すると、マリア・テレジアがオーストリア大公に即位し、彼女の決定によりフランツは共同統治者になった。しかし列国はカール6世の生前に交わした国事勅書の取り決めを無視してハプスブルク家領を侵略し、オーストリア継承戦争が勃発した。プロイセン国王 フリードリヒ2世はシュレージエンを占領し、マリア・テレジアの従姉マリア・アマーリエを妃とするバイエルン選帝侯はボヘミアを占領した上にフランツを差し置いて神聖ローマ皇帝カール7世として戴冠した。
オーストリアの軍隊は弱体であり、フランツはプロイセンとの交渉では条件次第で和平を結ぶことも考えていた。しかし、オーストリア宮廷で主導権を握るのはマリア・テレジアであり、シュレージエンを占領された事に激怒していた彼女はプロイセンに対して一歩も譲歩する気はなく、断固戦う意志を固めていた。
1741年1月1日の最後の会談の際、フランツとプロイセン側の使者ゴッター伯グスタフ・アドルフは極秘に交渉を続けたが、マリア・テレジアはドアの裏やカーテンの陰で耳をそばだて、少しでもフランツが譲歩しそうな気配を見せると、子犬でも呼びつけるように夫へ合図を送った。この交渉は結局、マリア・テレジアによって強引に打ち切られ、戦争は再開されたが、同年4月10日にオーストリア軍はプロイセン軍に敗北した。これを機に、フランツは国政には関与しないようになり、一切の実権をマリア・テレジアが握ることとなった。
1741年6月25日、マリア・テレジアはプレスブルクでハンガリー女王として戴冠式を挙行した。フランツはここでも屈辱を味わわされた。ハンガリー貴族たちは、共同国王でも「王妃」でもないフランツに、私人としての席しか用意できないと告げたのである。フランツは不快な思いを避けるため、戴冠式が行われる聖マルチン教会には入らず、教会の外壁にスタンドのようなものをこしらえると、3歳になる娘のマリア・アンナと上までよじ登り、教会の窓から様子を覗いたという。戴冠式の後の祝宴でも、フランツはいつものように末席につかされた。その後、フランツがハンガリー貴族との会議に出席したことは一度もなく、存在さえほとんど忘れ去られていたという。
1744年9月、フランスとの戦争に参加して軍功を立てようと試みたが、ただちにマリア・テレジアに呼び戻されている。

### 皇帝即位
マリア・テレジアは夫に権力を与えようとはしなかったが、代わりに皇帝の座を約束した。カール7世は短い在位の間にオーストリアの反撃を受けて失意のうちに没し、フランツは1745年に神聖ローマ皇帝に即位した。皇帝に即位した後も実権はマリア・テレジアが持っていた（すでに神聖ローマ帝国は実質的にドイツ国家連合と化していたため、国家として機能している部分を統べるオーストリア大公位を兼ねない皇帝位にはさほどの権限はなかった）が、財政や科学の振興などの面で功績を残している。
フランツには財政家もしくは経営者としての手腕があり、七年戦争で苦しくなったオーストリアが国債の発行に踏み切る際には、その保証人になれるほどの莫大な財産を残している。また、シェーンブルン宮殿の一角に植物園や動物園をつくり、昆虫や鉱石を分類したコレクションを遺した。これらのコレクションは現在ウィーン自然史博物館に所蔵されている。
フランツは常に子供たちの幸せを考える良き父親でもあった。中でも、身体が不自由で容姿が醜く嫁にやれないため、マリア・テレジアや弟妹たちから嫌われていた次女のマリア・アンナのことを特に気にかけていたという。しかし、フランツとマリア・テレジアの死後、マリア・アンナを母親以上に憎悪していた弟ヨーゼフ2世の暗躍により、マリア・アンナは宮廷から完全に追放され、クラーゲンフルト修道院に入れられてしまうことになった。

### 死
1765年8月18日、フランツは三男レオポルトの結婚祝いのために赴いたインスブルックで、ゴルドーニの喜劇とバレエを鑑賞して帰還した後の夕方、突如没した。フランツの死後、大勢の人々がその寛大で温かな人柄を惜しみ、褒め称えて敬意を表した。
マリア・テレジアは夫の死を深く悲しみ、シェーンブルン宮殿の一角に夫を偲ぶ真っ黒な漆塗りの部屋を設けたほか、夫が没した地インスブルックに設置された凱旋門にはフランツの死を悼むレリーフを据え付けさせた。また彼女は夫の死後、自身が没するまで喪服しか着用しなくなったという。
フランツの死後、皇帝位は長男ヨーゼフ2世が継いだ。フランツ自身の領地のうち、トスカーナ大公国は三男レオポルト（のちの皇帝レオポルト2世）が継いだ。フランツはまた、失ったロレーヌの他にシュレージエンの一角にあったテシェン公国を父レオポルトから受け継いでいたが、これはマリア・テレジアがひいきにしていた四女マリア・クリスティーナとその婿アルベルト・カジミールに受け継がれることになった。

## 子女
妻マリア・テレジアとの間に5男11女の計16人の子女をもうけた。
- マリア・エリーザベト（1737年 - 1740年）
- マリア・アンナ（1738年 - 1789年）
- マリア・カロリーナ（1740年 - 1741年）
- ヨーゼフ・ベネディクト（1741年 - 1790年） − 神聖ローマ皇帝・ボヘミア国王・ハンガリー国王
- マリア・クリスティーナ（1742年 - 1798年） − 1765年、ザクセン＝テシェン公 アルベルト・カジミールと結婚
- マリア・エリーザベト（1743年 - 1808年） − インスブルック女子修道院長
- カール・ヨーゼフ（1745年 - 1761年）
- マリア・アマーリア（1746年 - 1804年） − 1769年、パルマ公 フェルディナンドと結婚
- ペーター・レオポルト（1747年 - 1792年） − トスカーナ大公 のち神聖ローマ皇帝・ボヘミア国王・ハンガリー国王
- マリア・カロリーナ（1748年）
- マリア・ヨハンナ（1750年 - 1762年）
- マリア・ヨーゼファ（1751年 - 1767年）
- マリア・カロリーナ（1752年 - 1814年） − 1776年、ナポリ国王 フェルディナンド4世と結婚
- フェルディナント（1754年 - 1806年） − オーストリア＝エステ大公
- マリア・アントーニア（1755年 - 1793年） − 1770年、フランス国王 ルイ16世と結婚
- マクシミリアン・フランツ（1756年 - 1801年） − ケルン大司教

## フランツ1世が登場する作品

### 漫画
- 池田理代子『ベルサイユのばら』 - ルイ15世末期からフランス革命前後までのヴェルサイユ宮殿を舞台とした漫画。
- 庄司陽子『マリア・テレジア』 - 講談社『BE・LOVE』30周年に書き下ろした漫画。男児に恵まれぬテレーゼ（マリア・テレジア）の父カール6世の苦悩、テレーゼとの婚姻をフランスが認める代償として故国ロレーヌ公国をルイ15世の横槍で失ったフランツの愛と彼の死が描かれる。『生徒諸君!教師編』単行本第25巻に併録。
- 神奈幸子『ロスマリンの伝説』 - 講談社『別冊少女フレンド』1977年1月号から6月号まで連載された漫画。カール6世の死後、新皇帝マリア＝テレジアの即位に異を唱える諸外国による「オーストリア継承戦争」が勃発! 生前のカール6世との約定を反故にし攻撃して来た諸外国の裏切り、国外の味方が無いことに苦悩するテレジアをフランツが支えていた。

### テレビアニメ
- 『ラ・セーヌの星』 - フランス革命を背景にフランツ1世とパリ・オペラ座の歌姫との間に生を受けた美少女シモーヌが仮面の剣士「ラ・セーヌの星」となって活躍する。

### 小説
- 藤本ひとみ『ハプスブルクの宝剣』 - 主人公のユダヤ人エリヤーフーの主君として登場。